# Archibald Gracie
Le colonel Archibald Gracie IV, né le 17 janvier 1859 à Mobile (Alabama) et mort le 4 décembre 1912 à New York, est un écrivain américain, amateur d'histoire, investisseur immobilier et survivant du Titanic. Après le désastre du paquebot, il écrivit un roman à propos du naufrage encore distribué aujourd'hui.

## Biographie

### Jeunesse
Archibald Gracie IV est né le 17 janvier 1859 à Mobile, une ville de l'État d'Alabama aux États-Unis. Il est le descendant direct d'Archibald Gracie (1755-1829), premier du nom, qui fonda la Gracie Mansion qui est la résidence officielle du maire de New York depuis 1942. Son père, Archibald Gracie III, était officier dans l'armée, il meurt le 2 décembre 1865 à Petersburg en Virginie durant la guerre de Sécession. Archibald Gracie est alors âgé de 5 ans. Il a été marié avec 4 femmes, dont deux sont mortes jeunes. Il rejoint plus tard l'Académie militaire de West Point puis devient colonel de l'armée. 
Archibald Gracie est un amateur d'histoire et surtout de la bataille de Chickamauga à laquelle son père a participé. Il travaille pendant sept ans à l'écriture du livre The Truth about Chickamauga. En 1912, il décide de voyager seul en Europe, sans son épouse Constance (née Schack) et embarque sur l’Oceanic et retourne aux États-Unis à bord du Titanic.

### À bord duTitanic

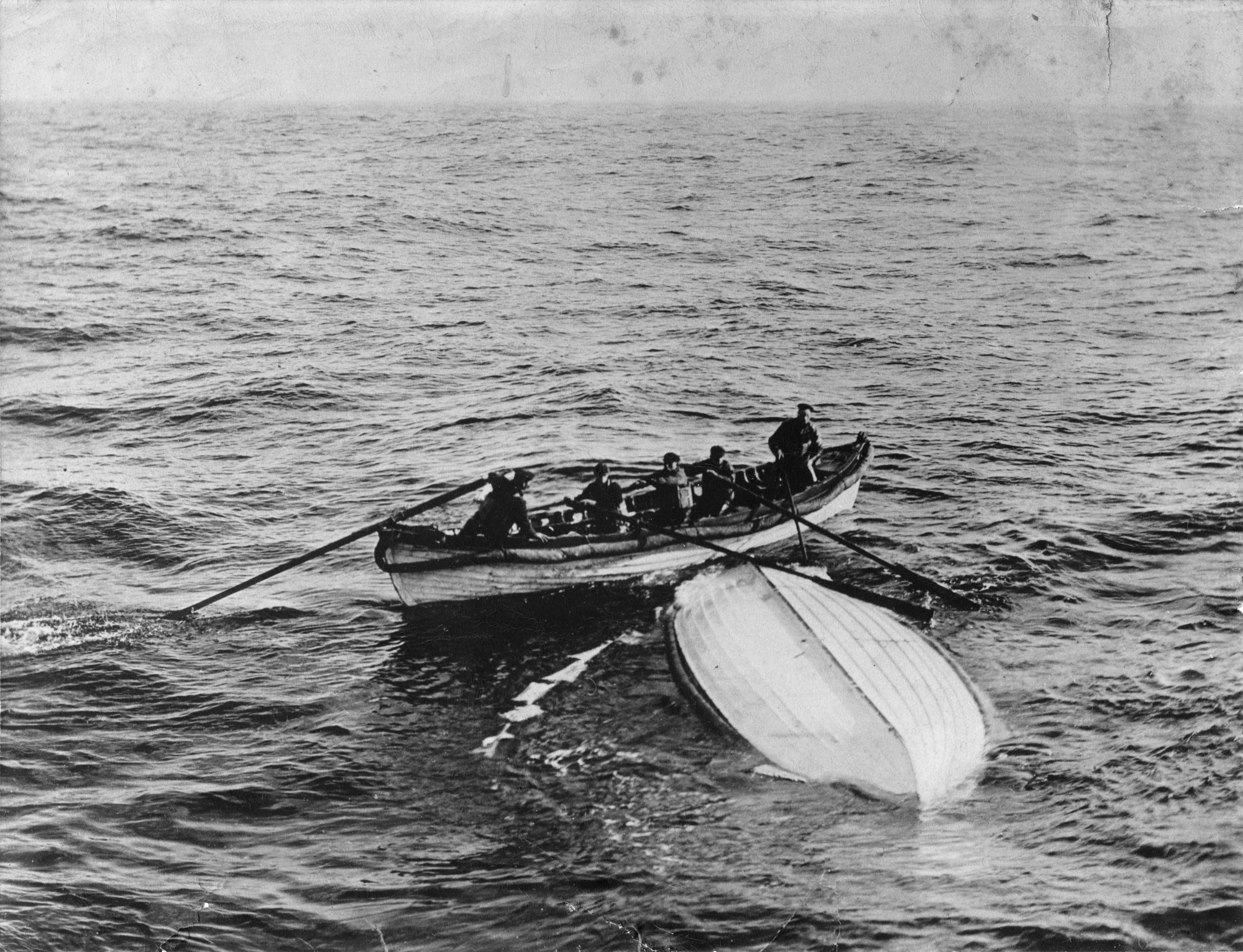
Le canot pliable B est retrouvé par les marins du Mackay-Bennett.

Archibald Gracie embarque sur le Titanic le matin du 10 avril 1912 à Southampton en Angleterre, il voyage dans la cabine première classe C-51. Il passe une grande partie du voyage accompagné de femmes, parmi lesquelles Helen Churchill Candee ou Mrs. Brown. Il occupe également son temps à lire des livres dans le salon de lecture de première classe.  Au cours de sa traversée il décide de se remettre au sport, et prend des courts de squash avec Frederick Wright, il fréquente également le gymnase, et la piscine. 
Le 14 avril, il part se coucher tôt, mais il est réveillé lorsque le Titanic heurte un iceberg à 23 h 40. Durant toute la nuit du naufrage, il aide les officiers et assiste au chargement de 6 des 9 canots affalés à bâbord. À 2 h 5, il ne reste que 2 des 20 embarcations de sauvetage, il s'agit de deux radeaux pliants, mais ces derniers sont attachés sur le toit du quartier des officiers, à l'avant du navire, et aucun moyen n'est prévu pour les faire descendre sur le pont des embarcations. Aux alentours de 2 h 15, l'eau envahit le pont et ces canots partent à la dérive. L'un des deux, le canot pliable B est renversé et de nombreux nageurs se réfugient sur le fond du canot. Lorsque Gracie parvient à atteindre ce canot malgré la crise d'hypothermie due à l'eau (qui était cette nuit là à −1 °C), il est l'un des rares survivants ayant passé la nuit dans l'eau, le Titanic ayant déjà disparu sous les flots. Ce canot contient également le deuxième officier Charles Lightoller, l'opérateur radio Harold Bride et surtout de nombreux membres d'équipage. Les 30 hommes qui occupent ce canot seront finalement secourus à l'aube par les canots no 4 et no 12, Gracie monte à bord du canot no 12 qui est le dernier à atteindre le Carpathia à 8 h 30.

### Après le sauvetage
À bord du Carpathia, Archibald Gracie commence à réunir des témoignages, puis une fois arrivé à New York il suit attentivement l'enquête sénatoriale sur le naufrage. Ainsi il réunit un nombre important de dépositions, d'interrogatoires et de témoignages de rescapés dans le but d'écrire un livre. Cependant il ne parvient pas à se remettre de la nuit du naufrage et meurt à son domicile, le 4 décembre 1912. Il est le troisième rescapé du Titanic à mourir après Maria Nackid, née en mai 1910 et décédée le 30 juillet 1912 et Eugénie Baclini, décédée le 30 août suivant.
En 1913, son livre est édité sous le titre The Truth About The « Titanic » bien qu'il ne soit pas achevé. Aujourd'hui le livre est publié en plusieurs langues, notamment en français sous le nom de Rescapé du « Titanic ». Le livre contient aussi aujourd'hui le court récit de Jack Thayer, qui est aussi rescapé à bord du canot pliable B.

## Au cinéma
Le personnage d'Archibald Gracie apparait dans le film Atlantique, latitude 41° interprété par James Dyrenforth. Puis dans le film Titanic de James Cameron, il est interprété par Bernard Fox. Il apparaît la première fois dans le film peu après la tentative de suicide de Rose. Puis on le voit pendant le repas ou Jack est invité. On le revoit pour la dernière fois au moment du naufrage accompagné d'une femme en larmes, Rose l'aborde pour lui demander s'il reste des canots.
On le revoit donnant un couteau a Lightoler au moment où l'eau immerge le titanic
Le choix de Bernard Fox n'est pas anodin, ce même acteur joue le rôle de Frederick Fleet, le veilleur qui aperçut le premier l'iceberg, dans le film Atlantique, latitude 41°.

### Sources
1. ↑  Beau Riffenburgh, « Toute l'histoire du Titanic », Sélection du Reader's Digest, juillet 2008, p. 45,  (ISBN 978-2-7098-1982-4).
2. ↑  Composition du radeau pliable B, Le Site du « Titanic ».

- (en) Cet article est partiellement ou en totalité issu de l’article de Wikipédia en anglais intitulé « Archibald Gracie IV » (voir la liste des auteurs).
- (en) Biographie d'Archibald Gracie, sur Encyclopedia Titanica
- (fr) Le site du « Titanic »